# Leptanillini
Leptanillini – plemię mrówek z podrodziny Leptanillinae.
Należą tu 3 rodzaje:
- Leptanilla Emery, 1870
- Phaulomyrma Wheeler & Wheeler, 1930
- Yavnella Kugler, 1987

Zaliczane tu dawniej Scyphodon i Noonilla klasyfikuje się obecnie w obrębie podrodziny jako incertae sedis.